# Hoàng Hoa Thám

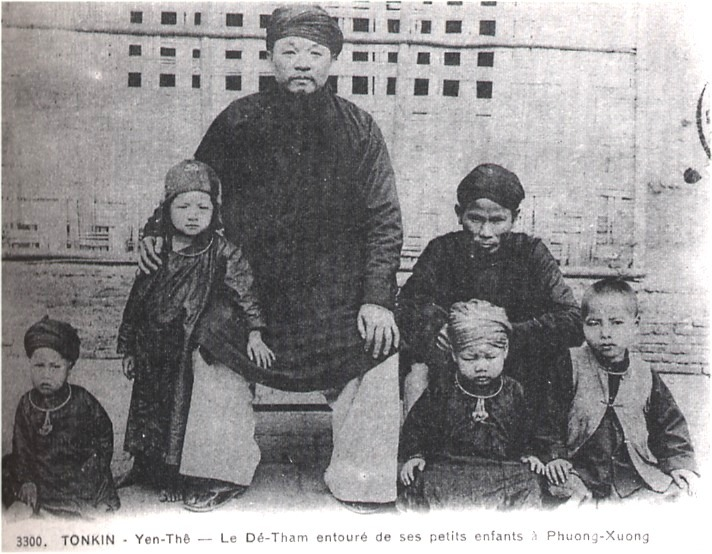
Đề Thám bên các cháu của ông

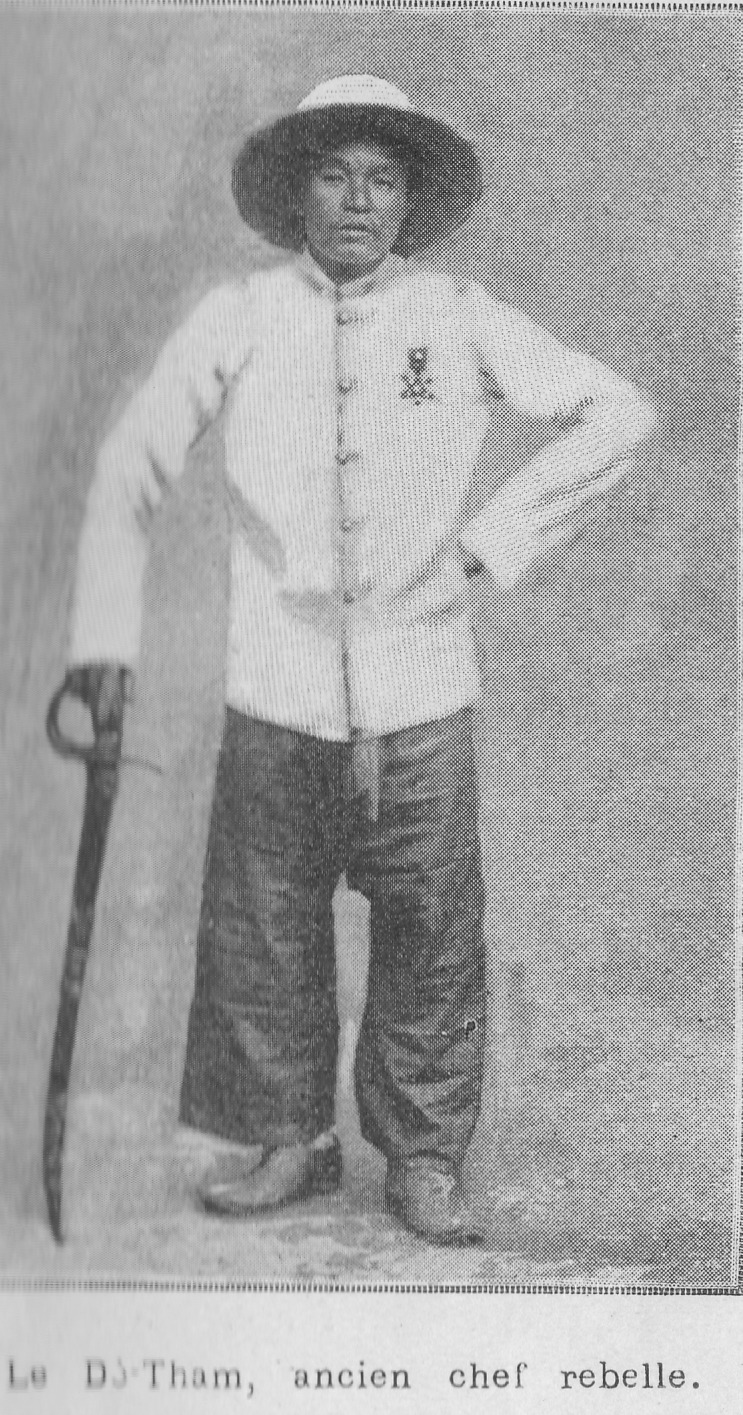
Đề Thám trong bộ tây phục

Hoàng Hoa Thám (chữ Hán: 黃花探; 1858 – 10 tháng 2 năm 1913), tên thật là Trương Văn Nghĩa (張文義), còn gọi là Đề Dương, Đề Thám ("Đề đốc" Thám) hay Hùm thiêng Yên Thế, là người lãnh đạo cuộc khởi nghĩa Yên Thế chống thực dân Pháp (1884 – 1913).

## Thân thế
Năm 1962 nhà nghiên cứu Hoài Nam, trong một bài viết đăng trên tạp chí Nghiên cứu Lịch sử, cho biết Đề Thám sinh năm 1858, trước khi cải từ họ Trương sang họ Hoàng ông còn mang họ Đoàn. Kể từ đó, hầu hết các tài liệu viết về Đề Thám đều cho rằng ông gốc họ Trương, hồi bé tên Trương Văn Nghĩa (張文義), sau đổi thành Trương Văn Thám (張文探), quê ở xã Dị Chế, huyện Tiên Lữ, tỉnh Hưng Yên; sau di cư lên Sơn Tây (nay bao gồm một phần ngoại thành Hà Nội, một phần các tỉnh Phú Thọ, Hòa Bình, Tuyên Quang và toàn tỉnh Vĩnh Phúc), rồi đến Yên Thế (Bắc Giang). Cha ông là Trương Văn Thận và mẹ là Lương Thị Minh. Sinh thời, cha mẹ ông đều là những người rất trọng nghĩa khí; cả hai đều gia nhập cuộc khởi nghĩa của Nguyễn Văn Nhàn, Nông Văn Vân ở Sơn Tây.
Gần đây, nhà nghiên cứu Khổng Đức Thiêm trong một bài viết công bố trên tạp chí Xưa và Nay đã căn cứ vào Đại Nam thực lục – Chính biên (Đệ nhị kỷ, các quyển CII, CXVIII, CXXIII, CLXII, CLXXIII, CLXXIV), Gia phả họ Bùi (Thái Bình) và Gia phả họ Đoàn (Dị Chế) cho biết Trương Thận (tức cha của Đề Thám) chỉ là biệt danh của một thủ lĩnh nông dân để nổi lên chống lại nhà Nguyễn, tên chính là Đoàn Danh Lại, người làng Dị Chế, huyện Tiên Lữ, tỉnh Hưng Yên, bị anh em Bùi Duy Kỳ bắt giết đem nộp triều đình vào tháng 9 năm Bính Thân, Minh Mệnh thứ 17 (tháng 10 năm 1836???). Cũng theo nhà nghiên cứu Khổng Đức Thiêm, Đoàn Danh Lại có hai con trai: con lớn tên là Đoàn Văn Lễ (sau cải là Trương Văn Leo, không rõ năm sinh), con thứ là Đoàn Văn Nghĩa (tức Trương Văn Nghĩa, tức Đề Thám sau này, sinh được mấy tháng thì bố mẹ bị giết hại). Luận điểm này được Khổng Đức Thiêm khẳng định lại trong tác phẩm Hoàng Hoa Thám (1836–1913).

## Chống Pháp

### Thời kỳ đầu
Hoàng Hoa Thám tham gia khởi nghĩa của Đại Trận (1870–1875), và được gọi là Đề Dương. Khi Pháp đánh Bắc Kỳ lần thứ nhất (tháng 11 năm 1873), Hoàng Hoa Thám gia nhập nghĩa binh của Trần Xuân Soạn, lãnh binh Bắc Ninh. Khi Pháp chiếm Bắc Kỳ lần thứ 2 (tháng 4 năm 1882), ông tham gia khởi nghĩa của Cai Kinh (Hoàng Đình Kinh) ở Hữu Lũng (1882–1888). Cuối năm 1885 ông cùng Bá Phức trở lại Yên Thế đứng dưới cờ của Lương Văn Nắm (tức Đề Nắm) và trở thành một tướng lĩnh có tài.
Tháng 4 năm 1892, Đề Nắm bị thủ hạ Đề Sặt sát hại. Hoàng Hoa Thám trở thành thủ lĩnh tối cao của phong trào Yên Thế, tiếp tục hoạt động, lập căn cứ ở Yên Thế và trở thành thủ lĩnh danh tiếng nhất của phong trào với biệt danh "Hùm thiêng Yên Thế". Trong gần 30 năm lãnh đạo, ông đã tổ chức đánh nhiều trận, tiêu biểu là Luộc Hạ, Cao Thượng (tháng 10 năm 1890), thung lũng Hố Chuối (tháng 12 năm 1890) và Đồng Hom (tháng 2 năm 1892), trực tiếp đương đầu với các Thiếu tướng Godin, Voyron và Đại tá Frey.
Trong hai năm (1893 – 1895) quân Pháp đã tập trung lực lượng để đàn áp cuộc khởi nghĩa Yên Thế, Pháp không từ một thủ đoạn nào, từ phủ dụ đến bao vây tàn sát. Hoàng Hoa Thám bằng chiến thuật du kích tài tình đã tránh được mũi nhọn của quân Pháp và đã gây cho họ những tổn thất nặng nề. Nghĩa quân Yên Thế đã trừng trị nhiều kẻ phản bội, trong đó có Đề Sặt.

### Giảng hòa lần thứ nhất 1894
Thấy chưa thể dập tắt được phong trào, tháng 10 năm 1894, Pháp đã chấp nhận giảng hòa, cắt nhượng cho nghĩa quân bốn tổng thuộc Yên Thế. Nhưng chỉ vài tháng sau (đến tháng 10 năm 1895) Pháp đã bội ước, giao cho Đại tá Galliéni huy động hàng ngàn quân có đại bác yểm trợ mở những cuộc tấn công trên quy mô lớn vào Yên Thế, treo giải thưởng 30.000 franc cho kẻ nào bắt được ông. Không đàn áp được phong trào, Pháp tiếp tục bao vây, truy đuổi, tiêu diệt cả lực lượng của Kỳ Đồng đang khai thác đồn điền ở Yên Thế để nghĩa quân mất chỗ dựa về vật chất và tinh thần, buộc Đề Thám phải chấp nhận cuộc giảng hòa lần thứ hai vào năm 1897.

### Giảng hòa lần thứ hai 1897
Trong hơn 10 năm hòa hoãn (từ tháng 12 năm 1897 đến ngày 29 tháng 1 năm 1909), nghĩa quân Yên Thế đã có những bước phát triển mới: địa bàn hoạt động được mở rộng từ trung du đến đồng bằng, kể cả vùng Hà Nội. Hoàng Hoa Thám tổ chức ra "đảng Nghĩa Hưng" và "Trung Châu ứng nghĩa đạo" làm nòng cốt. Đặc biệt, Hoàng Hoa Thám đã chỉ đạo cuộc khởi nghĩa ngày 27 tháng 6 năm 1908 trong trại lính pháo thủ tại Hà Nội mà ta hay gọi là vụ Hà thành đầu độc, làm chấn động khắp cả nước. Ngoài ra, Hoàng Hoa Thám còn xúc tiến xây dựng Phồn Xương thành căn cứ kháng chiến, bí mật liên hệ với lực lượng yêu nước ở bên ngoài. Nhiều sĩ phu như Phan Bội Châu, Phan Châu Trinh, Phạm Văn Ngôn, Lê Văn Huân, Nguyễn Đình Kiên... đã gặp gỡ Hoàng Hoa Thám và bàn kế hoạch phối hợp hành động, mở rộng hoạt động xuống đồng bằng. Một cánh quân thuộc Trung Quốc Cách mạng Đồng minh hội của Tôn Trung Sơn đã được Đề Thám chu cấp trong một thời gian dài.

### Lực lượng suy yếu
Ngày 29 tháng 1 năm 1909, Thống sứ Bắc Kỳ đã huy động 15.000 quân chính quy và lính khố xanh, 400 lính dõng là một lực lượng lớn nhất từ trước tới lúc đó do Đại tá Bataille chỉ huy tổng tấn công vào căn cứ Yên Thế.
Đề Thám vừa tổ chức đánh trả, vừa phải rút lui khỏi Yên Thế. Nghĩa quân bị tổn thất nặng, trong đó có con trai của ông là Cả Trọng bị tử thương. Sau khi thoát khỏi vòng vây, ông chỉ huy lực lượng còn lại phối hợp với các toán nghĩa quân đang có mặt ở Vĩnh Phúc Yên tiến hành một cuộc vận động chiến, thôn trang chiến nổi tiếng, gây cho quân Pháp nhiều thiệt hại trong tháng 7 năm 1909. Đầu tháng 8 năm 1909, Lê Hoan được tung vào chiến trường. Đề Thám vừa đánh vừa lui về núi Sáng trên dãy Tam Đảo và đánh thắng một trận quan trọng ở đây. Kể từ khi bà Ba Cẩn và con gái út của ông là Hoàng Thị Thế bị bắt, lực lượng nghĩa quân giảm sút dần và tới đầu năm 1910 bị tan rã. Đề Thám phải sống ẩn náu trong núi rừng Yên Thế cùng hai thủ hạ tâm phúc.

### Cái chết
Khởi nghĩa Yên Thế chấm dứt vào năm 1913. Có những giả thiết khác nhau về cái chết của thủ lĩnh Hoàng Hoa Thám.
1. Trong những ngày cuối cùng, lực lượng ngày càng mỏng, Đề Thám chỉ còn vài thủ hạ bảo vệ bên cạnh và liên tục phải di chuyển. Khi ông tới vùng Hố Lẩy, 3 thủ hạ của cha con Lương Tam Kỳ do người Pháp bố trí trá hàng đã tiếp cận và hạ sát ông khi đang ngủ[3] cùng 2 thủ hạ vào sáng mồng 5 Tết năm Quý Sửu, tức ngày 10 tháng 2 năm 1913, sau đó mang thủ cấp ông ra bêu Phủ đường Yên Thế để thị uy dân chúng.[2] Tuy nhiên, có ý kiến nghi ngờ về giả thiết này khi dẫn 3 thông tin khác:[2]
  - Nhà cầm quyền Pháp chỉ cho bêu đầu có 2 ngày rồi vội cho tẩm dầu, đốt thành tro đem đổ xuống ao và không cho công bố ảnh thủ cấp những người chống lại bị chém giết.
  - Theo Lý Đào, một cận vệ cũ của Hoàng Hoa Thám và thường cắt tóc cho Đề Thám nên biết đầu ông có một đường gồ chạy từ trán lên đỉnh đầu, trên khuôn mặt có bộ râu ba chòm, nhưng cái đầu cắm ở Phủ đường không có đường gồ, cằm không có râu.
  - Theo người dân làng Lèo, thủ cấp bị bêu là của sư ông trụ trì ở chùa Lèo, vì sư ông có dung mạo khá giống với Hoàng Hoa Thám và không thấy xuất hiện từ hôm đó, có lẽ bị giết để thế chỗ.
2. Hoàng Hoa Thám chạy trốn và sống ẩn dật những ngày cuối đời trong dân chúng, và cuối cùng chết vì bệnh tật.[4] Một số quan lại cho rằng ông mất vào trước thời điểm ngày 10 tháng 2 năm 1913, còn dân chúng lại cho rằng ông mất sau thời gian này.[2]

Hiện tại vẫn chưa xác định được phần mộ Hoàng Hoa Thám, việc này cũng có nhiều giả thiết khác nhau và chưa có kết luận cuối cùng trong giới nghiên cứu.

## Gia quyến
- Hoàng Văn ViVợ: Đặng Thị Nho (vợ ba)[5]

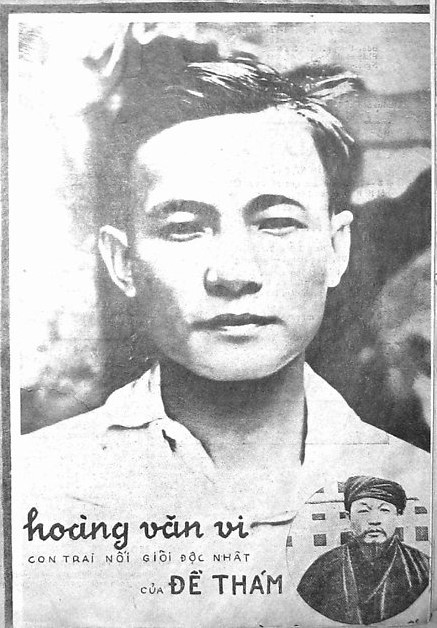
Hoàng Văn Vi

- Con gái: Hoàng Thị Thế hay Marie Beatrice Destham (31/12/1901 – 9/12/1988), con nuôi của Toàn quyền Đông Dương Albert Sarraut và Tổng thống Cộng hòa Pháp Paul Doumer.[5][6]
- Con trai:
  - Hoàng Đức Trọng hay Cả Trọng (1877–1909). Con trai lớn nhất của Hoàng Hoa Thám với bà vợ cả. Là thủ lĩnh cấp cao của Khởi nghĩa Yên Thế. Mộ phần và đền thờ ông đặt tại đền Gốc Dẻ (thị trấn Nhã Nam, huyện Tân Yên)
  - Hoàng Hoa Phồn hay Hoàng Văn Vi (1908–1945), có hai người con là Hoàng Thị Hải (1928 - 2005) và Hoàng Thị Điệp (1930)

## Trong văn hoá đại chúng

### Hình ảnh công cộng
Ở Việt Nam rất nhiều thành phố như Hà Nội, Tp. HCM, Đà Nẵng, Huế, Nha Trang có đường phố mang tên Hoàng Hoa Thám.
Tên đường phố Đề Thám cũng được đặt ở rất nhiều nơi như Thành phố Hồ Chí Minh, Thành phố Thái Bình, Thành phố Cần Thơ, Thành phố Cà Mau và một số địa danh khác, đặc biệt, trường THPT Hoàng Hoa Thám ở Đà Nẵng là trường có bề dày truyền thống trong việc đào tạo học sinh khá giỏi của 2 quận Sơn Trà và Ngũ Hành Sơn. Học sinh của trường cứ mỗi năm 1 lần gặt hái rất nhiều thành công và Tỉ lệ Đậu Đại học-Cao đẳng của trường thuộc top đầu Thành phố. Năm 2003, trường được xác nhận là đã đạt chuẩn Quốc gia.

### Điện ảnh
| Năm  | Tác Phẩm       | Diễn Viên |
| 1987 | Hoàng Hoa Thám | Đoàn Dũng |